# Zuénoula
Zuénoula este o comună din departamentul Zuénoula, regiunea Marahoué, Coasta de Fildeș.